# كارلا غرافينا
كارلا غرافينا (بالإيطالية: Carla Gravina)‏ (و. 1941 – م) هي ممثلة، وسياسية من إيطاليا . تولت منصب عضو مجلس النواب في الجمهورية الإيطالية .

## روابط خارجية
- كارلا غرافينا على موقع IMDb (الإنجليزية)
- كارلا غرافينا على موقع ألو سيني (الفرنسية)
- كارلا غرافينا على موقع أول موفي (الإنجليزية)
- كارلا غرافينا على موقع قاعدة بيانات الأفلام السويدية (السويدية)
- كارلا غرافينا على موقع قاعدة بيانات الفيلم (الإنجليزية)
- كارلا غرافينا على موقع كينوبويسك (الروسية)